# Phanerotoma saussurei
Phanerotoma saussurei är en stekelart som beskrevs av Kohl 1906. Phanerotoma saussurei ingår i släktet Phanerotoma och familjen bracksteklar. Inga underarter finns listade i Catalogue of Life.